# Big Chill
Big Chill eller Big Freeze - Den store nedkøling - er en teori om universets fremtid, hvor alt ekspanderer hurtigere og afstanden mellem stjerner og himmellegmer hele tiden øges. I og med at universet ekspanderer vil temperaturen til sidst til sidst blive så lav, at al varmeenergi forsvinder. Dette kaldes varmedøden og opnås i slutningen af Big Chill-teoriens tidslinje.

Big Chill-teorien bygger på at mørkt stof og mørk energi eksisterer.
Big Chill er en af tre teorier om universets "død". De to øvrige er Big Crunch og Big Rip, hvor den mørke energi vil vokse med tiden, og til sidst "flå" (heraf rip) universet itu.